# جين جاكوبس
جين جاكوبس (بالإنجليزية: Jane Jacobs)‏ هي لاعب كرة قاعدة أمريكية، ولدت في 16 يونيو 1924 في كوياهوغا فولز في الولايات المتحدة، وتوفيت في 13 سبتمبر 2015.